# Озеен, Карл Вильгельм
Карл Вильгельм Озеен (швед. Carl Wilhelm Oseen, 17 апреля 1879, Лунд — 7 ноября 1944, Уппсала) — шведский физик-теоретик. Профессор физики в Уппсальском университете и директор Нобелевского института теоретической физики в Стокгольме. Сформулировал основы теории эластичности жидких кристаллов.
Автор единственной прошедшей отбор в Нобелевском комитете номинации Альберта Эйнштейна на Нобелевскую премию по физике. В отличие от предшествующих номинаций (всего их было около 60), Озеен номинировал Эйнштейна не в связи с формулировкой теории относительности, а в связи с объяснением фотоэлектрического эффекта, которое Эйнштейн дал в одной из своих основополагающих статей, увидевших свет в «удивительном 1905 году». Озеен особенно подчеркивал, что на этот раз он номинирует Эйнштейна не в связи с теорией, которая представлялась спорной членам Нобелевского комитета, а в связи с объяснением природного явления, несомненно наблюдаемого в эксперименте. В результате этой номинации Эйнштейн получил премию за 1921 г. задним числом одновременно с Нильсом Бором осенью 1922 г. (см. Барани, 2001; Elzinga, 2006; Hughes, 2006).
Как стало ныне известно из нобелевских архивов, Карл Озеен критиковал стиль и методологию работы Арнольда Зоммерфельда, поэтому Зоммерфельду не была присвоена Нобелевская премия.

## Основные работы
- Oseen, C. W. 1933 The theory of liquid crystals. Trans. Faraday Soc. 29, 883—889.